# نامه گیوک خان به پاپ اینوسنت چهارم

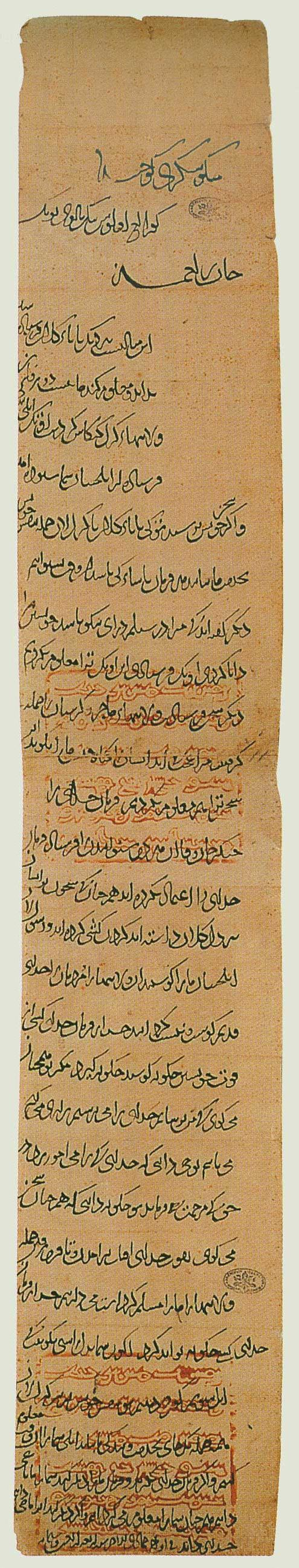
گیوک خان خواستار تسلیم شدن پاپ اینوسنت چهارم شد.

در سال ۱۲۴۶، گیوک خان نامه ای به پاپ اینوسنت چهارم فرستاد و خواستار تسلیم شدن او شد. این نامه به زبان فارسی بود که مقدمه‌ای به ترکی میانه نیز داشت.
منکو تنکری کو چندا کورالغ اولوس ننگ تالوی نونک

ما به قدرت خدای ابدی، خان اولوس بزرگ، فرمان ما
این نامه پاسخی بود به نامه‌ای به نام و نه تنها در سال ۱۲۴۵ از پاپ به مغولان.
گیوک که درک کمی از اروپای دور یا اهمیت پاپ در آن داشت، خواستار تسلیم پاپ و سفر حاکمان غرب برای ادای احترام به قدرت مغولان شد:
«اکنون شما بدل راستی بکوییت کی ایل شویم کوچ دهیم تو بنفس خویش بر سر کرل‌لان همه جمله یک‌جای بخدمت و بندکی ما بیاید ایلی شما را ان‌وقت معلوم کنیم و اکر فرمان خدای نکیرید و فرمان ما را دیکر کند شما را ما یاغی دانیم هم‌چنان شما را معلوم می‌کردانیم و اکر دیکر کند انرا ما می‌دانیم.»— نامه گیوک خان به اینوسنت چهارم، ۱۲۴۶.
گویوگ در نامه اظهار داشت که این افراد در زمان چنگیزخان و اوگتای خان، نمایندگان مغول را کشته‌اند. او همچنین مدعی شد که «از طلوع خورشید تا غروب آن، همه سرزمین‌ها تابع خان بزرگ شده‌اند» و یک ایدئولوژی صریح تسخیر جهان را اعلام می‌کند.
خاقان به پاپ اینوسنتی چهارم در مورد روابط کلیسا و مغول نوشت که «باید با صمیمیت بگویید: ما تابع شما خواهیم بود و قدرت خود را به شما خواهیم داد. شما باید شخصاً با پادشاهان خود بیایید و همه بدون استثنا به ما خدمت کنند و به ما ادای احترام کنند. فقط در این صورت است که ما ارسال شما را تأیید می‌کنیم. و اگر از دستور خدا پیروی نکنی و برخلاف دستورهای ما عمل کنی، تو را دشمن خود خواهیم دانست.»

## کتابشناسی
- راچویلتز، من، فرستادگان پاپ به خان‌های بزرگ، انتشارات دانشگاه استنفورد، ۱۹۷۱.